# Obfelden
Obfelden (toponimo tedesco) è un comune svizzero di 5 131 abitanti del Canton Zurigo, nel distretto di Affoltern.

## Storia
Il comune di Obfelden è stato istituito nel 1847 con l'unione delle località (Zivilgemeinde) di Bickwil, Oberlunnern, Toussen, Unterlunnern e Wolsen, fino ad allora frazioni di Ottenbach.

## Monumenti e luoghi d'interesse

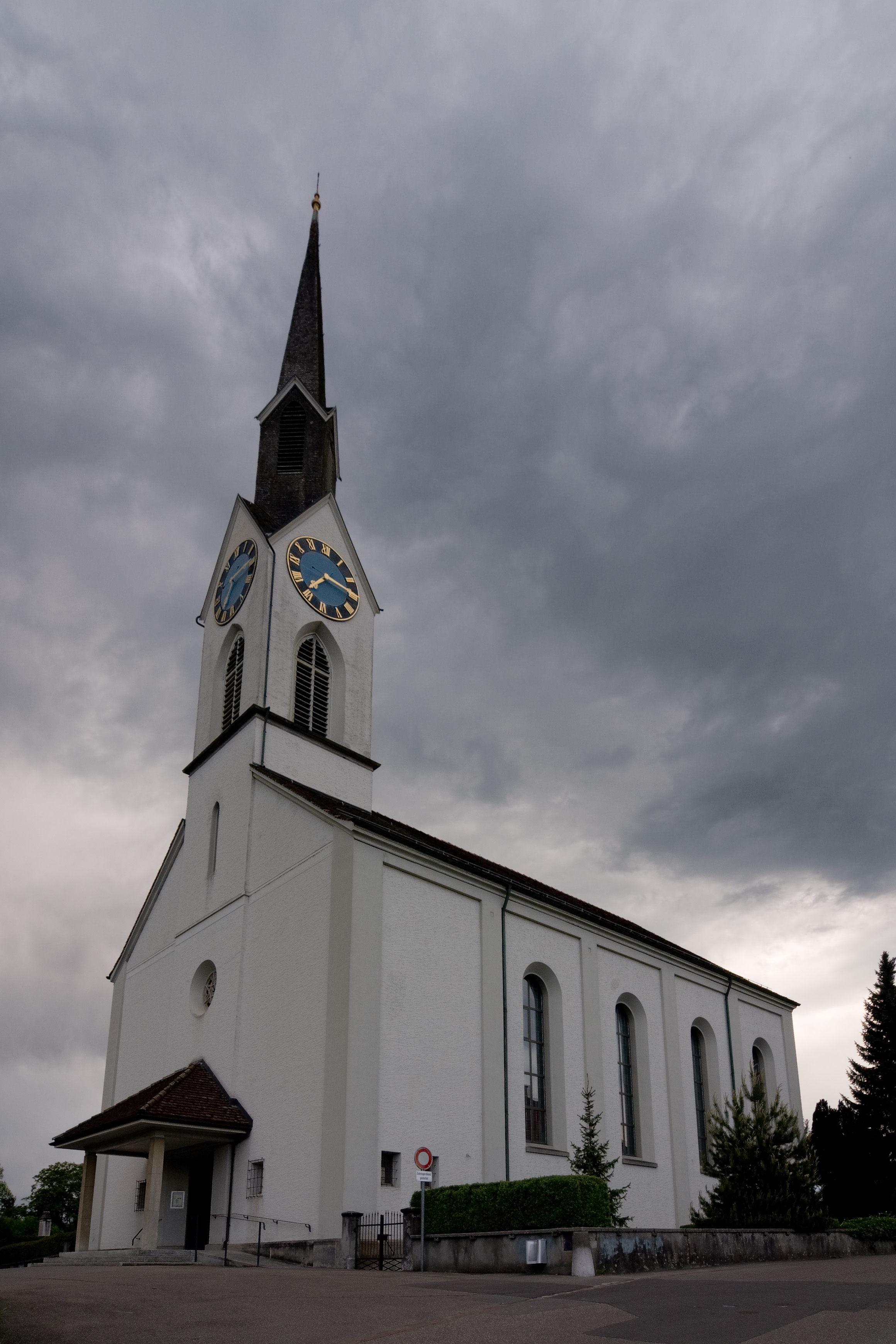
La chiesa riformata

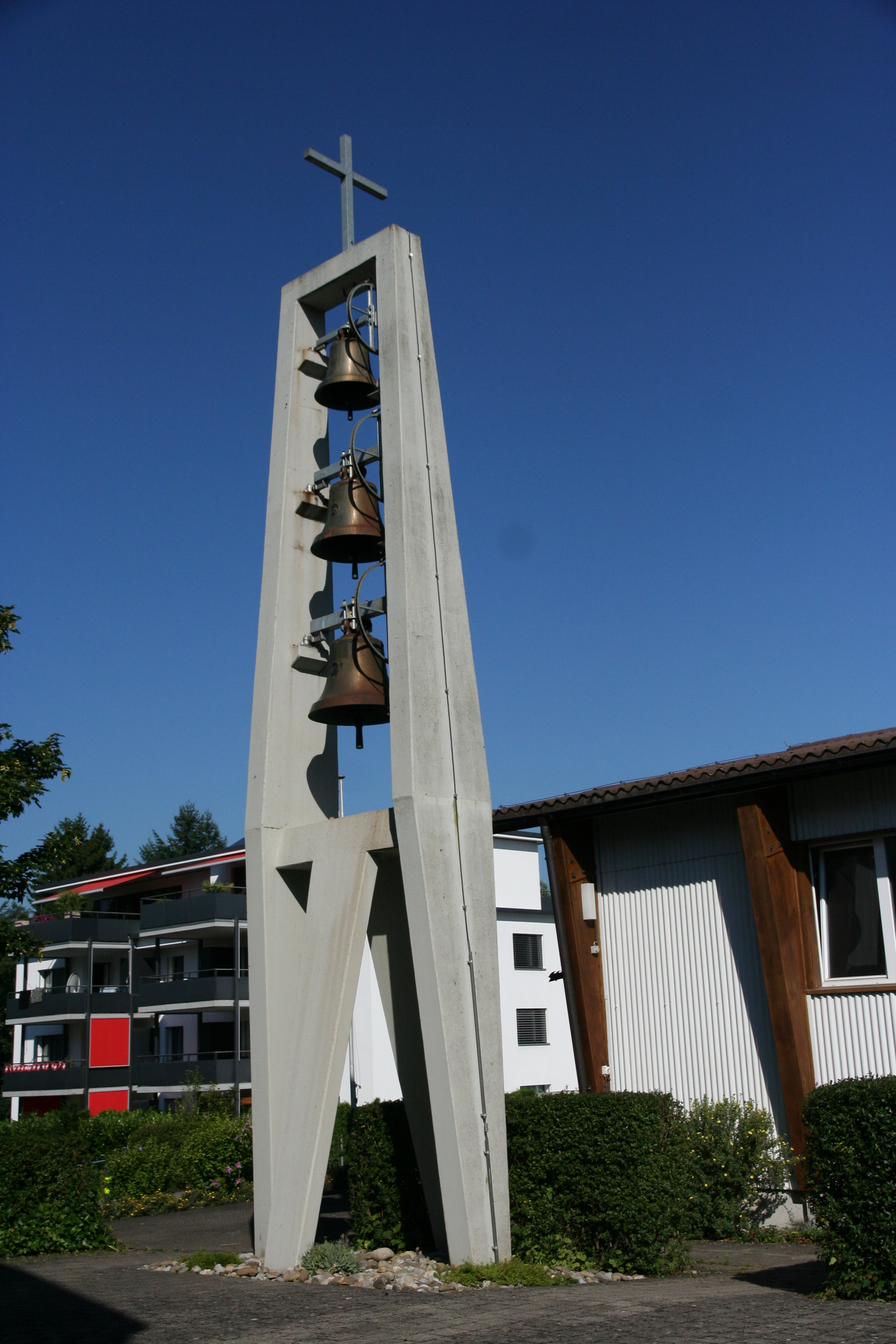
La chiesa cattolica di Sant'Antonio

- Chiesa riformata, eretta nel 1848[1];
- Chiesa cattolica di Sant'Antonio.

## Società

### Evoluzione demografica
L'evoluzione demografica è riportata nella seguente tabella:
Abitanti censiti

## Geografia antropica

### Frazioni
- Bickwil
- Oberlunnern
- Toussen
- Unterlunnern
- Wolsen
  - Kirchfeld

## Amministrazione
Ogni famiglia originaria del luogo fa parte del cosiddetto comune patriziale e ha la responsabilità della manutenzione di ogni bene ricadente all'interno dei confini del comune.